# Boris Konrad

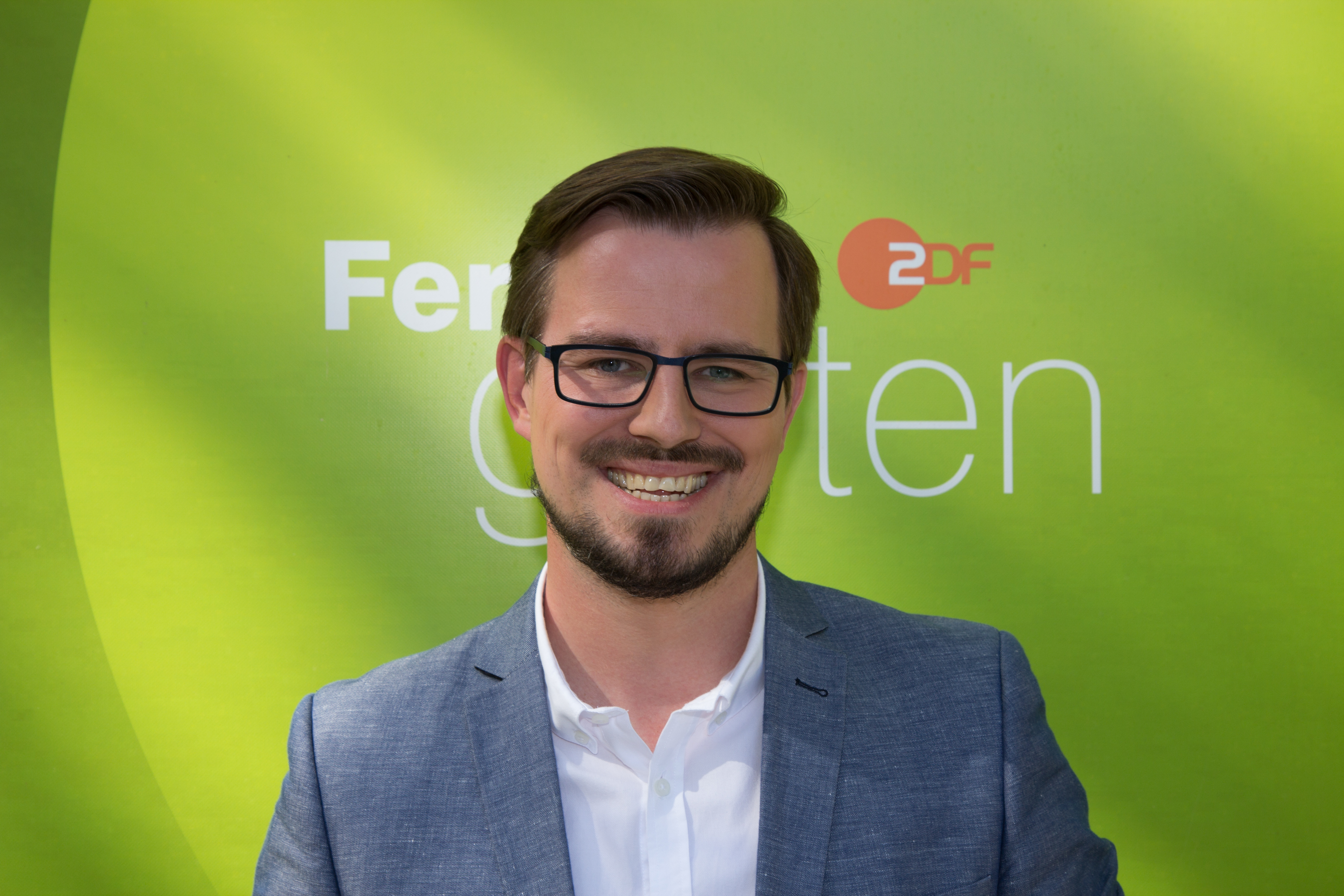
Boris Konrad, 2018

Boris Nikolai Konrad (* 28. Mai 1984 in Bochum) ist ein deutscher Neurowissenschaftler, Physiker, Autor, mehrfacher Weltmeister im Gedächtnissport und ehemaliger Vorstand von memoryXL.

## Leben
Boris Konrad studierte Physik und Angewandte Informatik mit den Nebenfächern Mathematik und Betriebswirtschaftslehre an der TU Dortmund. Bei der Gedächtnisweltmeisterschaft 2008 in Bahrain wurde er Weltmeister im Wörter- und Namenmerken. Er stellte mehrere Weltrekorde auf, u. a. merkte er sich 201 Namen und Gesichter sowie 280 Wörter in jeweils 15 Minuten, beides bei den Deutschen Meisterschaften 2010.
Er trat dreimal bei Wetten, dass..? auf. Er merkte sich 2004 die Restaurantbestellungen von 50 Gästen in vier Minuten, 2006 fünf ungelöste Sudokurätsel in zwei Minuten, denen er anschließend die richtigen Lösungen zuordnete und 2014 zwanzig Zauberwürfel, von denen er anschließend einen zufällig ausgewählten mit verbundenen Augen löste. Mehrfach war er zudem Gast bei Fernsehsendungen in China, unter anderem den chinesischen Ausgaben von Wetten, dass..?, Superhirn und der Guinness Show der Rekorde. Im Dezember 2012 gewann er die ZDF-Sendung Deutschlands Superhirn. In dieser Ausgabe wurde ein Training mit der Sportmoderatorin Andrea Kaiser vereinbart, die daraufhin in der Folgesendung 2013 nach einem Training mit Konrad selbst eine Gedächtnisleistung vorführte. Im Oktober 2013 publizierte Konrad das populärwissenschaftliche Buch Superhirn – Gedächtnistraining mit einem Weltmeister im Goldegg Verlag.
In der Ausgabe 2014 des Guinness-Buch der Rekorde ist Konrad im weltweit erschienenen internationalen Teil mit seinen beiden Weltrekorden im Namenmerken und im Geburtsdatenmerken abgedruckt.
Von 2010 bis 2014 promovierte er zu neuronalen Grundlagen außergewöhnlicher Gedächtnisleistungen am Max-Planck-Institut für Psychiatrie in München. Seine Forschungsergebnisse über Gedächtnistechniken präsentierte er weltweit auf Fachkonferenzen. Derzeit forscht er am Donders Centre for Cognitive Neuroimaging im niederländischen Nimwegen.
Im Jahr 2022 erschien sein viertes Buch Mehr Platz im Gehirn – Entspannt mit der Informationsflut und dem modernen Leben umgehen im Ariston Verlag, das für mehrere Wochen auf der SPIEGEL-Bestsellerliste Paperback Sachbuch stand. Im selben Jahr war er zusammen mit der Schauspielerin Nora Tschirner Protagonist der TV-Dokumentation Reine Kopfsache.
Boris Konrad ist verheiratet und Vater von vier Kindern.

## Sportliche Erfolge
- 2004: Sieger der Norddeutschen Meisterschaft in Berlin, vierter Platz bei der deutschen Meisterschaft in Ulm und vierter Platz bei der Austrian Open Memoriad in Wien
- 2005: Mannschaftsweltmeister bei der WM in Oxford und Norddeutscher Meister
- 2006: Mannschaftsweltmeister und Weltmeister im Wörtermerken bei der WM in London
- 2007: Weltmeister im Wörtermerken und Mannschafts-Weltmeister bei der WM in Manama
- 2008: Weltmeister im Wörtermerken, Weltmeister im Namenmerken und Mannschaftsweltmeister in Manama, Best International Competitor bei der UK Open in London, erster Platz im Namenmerken bei der Memoriad in Istanbul
- 2009: Weltrekord im Wörtermerken (280 Wörter in 15 Minuten) sowie im Namenmerken (195 Namen in 15 Minuten) bei der Deutschen Meisterschaft in Hamburg und Norddeutscher Meister in Magdeburg
- 2010: Weltrekord im Namenmerken (201 Namen in 15 Minuten) bei der Deutschen Meisterschaft in Heilbronn, dreifacher Vizeweltmeister (im Namen-, Wörter- und Geschichtsdatenmerken) bei der Weltmeisterschaft in Guangzhou, Best International Competitor bei der UK Open 2010 in London und dritter Platz bei der Swedish Open in Göteborg
- 2011: Guinness-Weltrekord in der Kategorie „Namen und Geburtsdaten merken“: 21 gemerkte Personen in zwei Minuten
- 2012: Weltrekord in der Disziplin „Wörter merken“ (fünf Minuten): 114 Begriffe in der richtigen Reihenfolge bei der Süddeutschen Meisterschaft in Karlsruhe, Sieger der UK Open 2012 in London und dritter Platz bei der Deutschen Meisterschaft in Heilbronn[7]
- 2012: Gewinner der Fernseh-Show Deutschlands Superhirn
- 2013: Weltrekord im Wörtermerken (119 in fünf Minuten) bei der italienischen Meisterschaft in Rom, Weltmeister im Namenmerken bei der Weltmeisterschaft in Croydon[8]
- 2014: Guinness-Weltrekord in der Kategorie „Hauptstädte wissen“ (56 in einer Minute)

## Werke
- 2011: Das perfekte Namensgedächtnis – Namen merken mit der 5-Sterne-Methode, Gabal Audio, ISBN 978-3869362779
- 2013: Superhirn – Gedächtnistraining mit einem Weltmeister, Goldegg, ISBN 978-3902903549
- 2016: Alles nur in meinem Kopf – Die Geheimnisse unseres Gehirns, Ariston Verlag (Random House), ISBN 978-3-424-20153-6
- 2022: Mehr Platz im Gehirn – Entspannt mit der Informationsflut und dem modernen Leben umgehen, Ariston Verlag (Random House), ISBN  978-3424202489